# Distrito de Pafos
El Distrito de Pafos es un distrito de Chipre. Según el censo de 2021, tiene una población de 100 175 habitantes.
Su ciudad más grande y capital es Pafos. Todo el distrito está controlado por el gobierno de Chipre. Hay cuatro municipios en el territorio del distrito: Pafos, Yeroskipou, Peyia y Poli Crysochous.
Su costa se caracteriza por golfos y caletas, cabos y puntas, playas e islotes.
El distrito puede ser dividido en tres regiones morfológicas: la planicie costera, extendiéndose principalmente por debajo de los 200 metros; una zona ligeramente ondulada, que se extiende desde la planicie hasta las rocas ígneas del bosque de Pafos, y la región montañosa, que se sitúa en las rocas ígneas del bosque de Pafos. En el noroeste del distrito esta la península de Akamas, donde está el parque nacional de su mismo nombre. Allí la reproducción de tortugas marinas es una actividad protegida.[cita requerida]